# Canon EOS 77D
760D
Le Canon EOS 77D, appelé Canon EOS 9000D au Japon, est un appareil photographique reflex numérique de 24,2 mégapixels fabriqué par Canon et annoncé en février 2017. Il remplace le Canon EOS 760D. Comme ce dernier, le 77D se distingue du 800D par une ergonomie empruntée aux modèles de la gamme supérieure : écran LCD sur la face supérieure, seconde molette de contrôle sur la face arrière et sélecteur de modes sur la gauche.

## Caractéristiques
- Capteur CMOS APS-C (22,3 × 14,9 mm)
- Processeur d'images : DIGIC 7

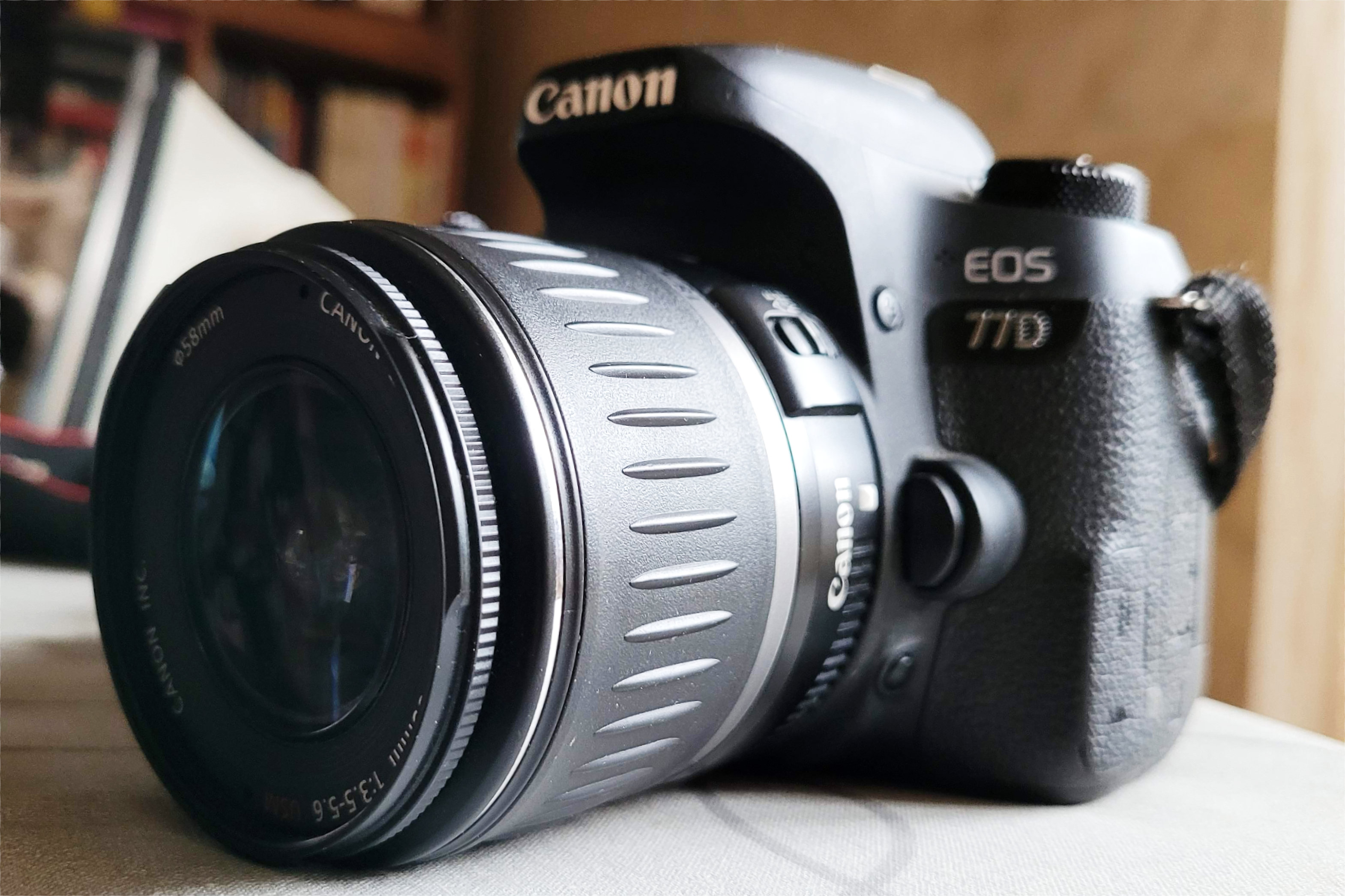
Canon EOS 77D équipé du zoom 18-35 mm.

- Définition : 24,2 millions de pixels
- Ratio image : 3:2
- Objectifs EF et EF-S
- Viseur : pentamiroir avec couverture d'image d'environ 95 %
- Mode Live View avec couverture 100 % et 30 images par seconde
- Autofocus : 45 collimateurs croisés
- Mesure lumière : 63 zones avec un capteur RVB + IR de 7560 pixels
- Sensibilité : Auto de 100 à 25600 ISO, extensible à 51200 ISO.
- Vidéo Full HD 1080p à 50 images/s avec autofocus continu (AF CMOS Dual Pixel)
- Stabilisation vidéo numérique 5 axes
- Flash intégré NG 12
- Connexions Bluetooth, NFC et Wi-Fi